# Chiesa di Santo Stefano Protomartire (Nerviano)
La chiesa prepositurale di Santo Stefano Protomartire è la parrocchiale di Nerviano, in città metropolitana ed arcidiocesi di Milano; fa parte del decanato Villoresi.

## Storia
La prima citazione della pieve di Nerviano risale all'XI secolo.

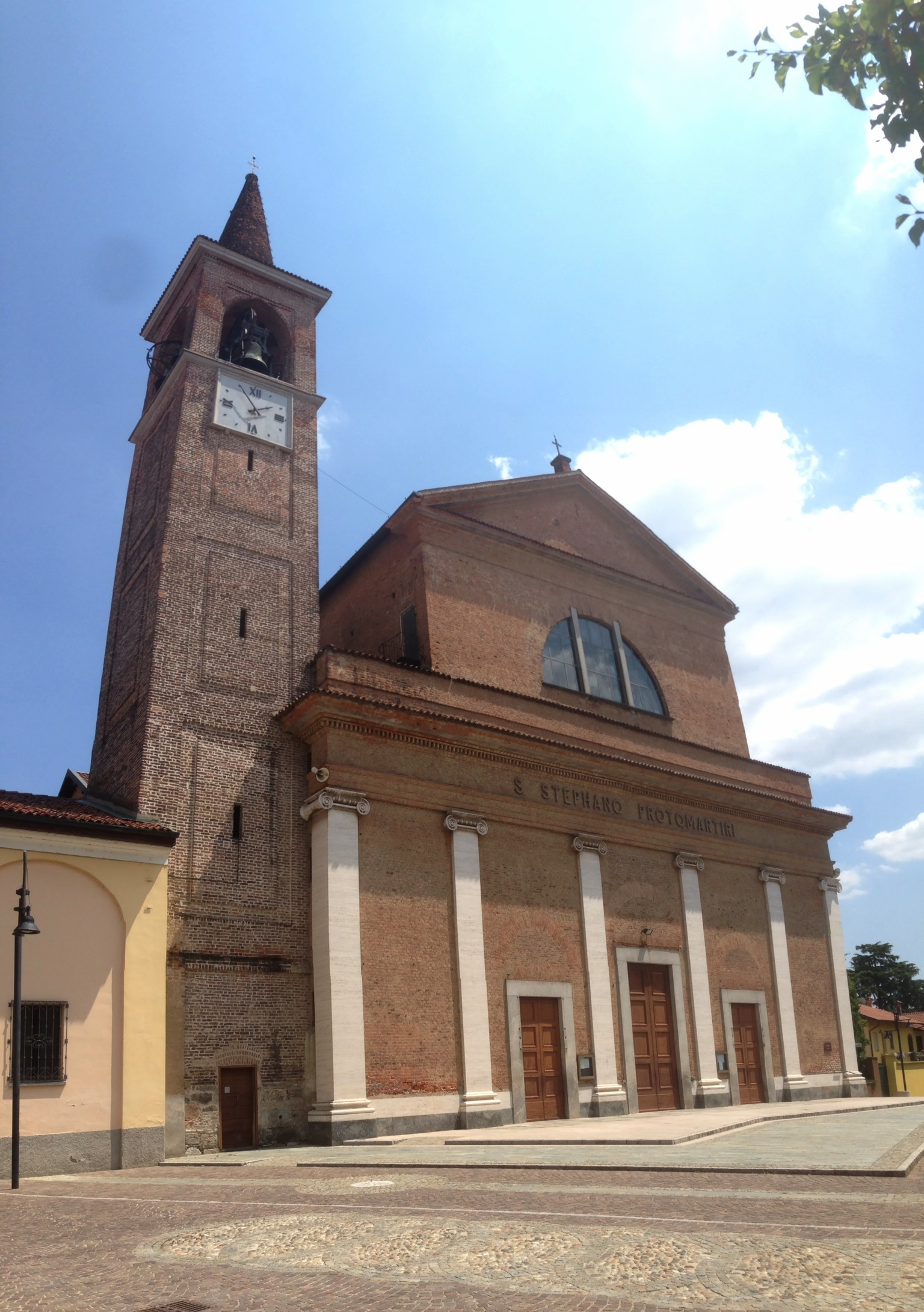
La chiesa ed il campanile

 Nel Liber Notitiae Sanctorum Mediolani, redatto da Goffredo da Bussero, si legge che la pieve di Santo Stefano Protomartire di Nerviano aveva, come filiali, le chiese di Santo Stefano in canonica, San Vito in Nerviano, Santa Maria a Colorina, Sant'Eusebio di Dairago, Santa Maria, San Pietro, Santo Stefano Protomartire in Caronno, Santi Filippo e Giacomo, Santa Maria, San Nazaro in Cornaredo, San Pietro, San Salvatore in Lainate, San Vittore, Sant'Andrea in Ladenate, San Giulio, Santa Maria, San Pietro, San Quirico in Pogliano, San Pietro in Pregnana, Sant'Antonino, San Giovanni Battista, Santa Maria, San Martino, San Pietro, San Vittore in Rho, Santa Maria, San Michele, San Pietro in Saronno, San Solutore nel bosco di Saronno, Sant'Eustorgio, Santa Maria e San Siro di Pavia in Origgio, San Cassiano, San Cristoforo in Vanzago e Santa Maria in Villanova.

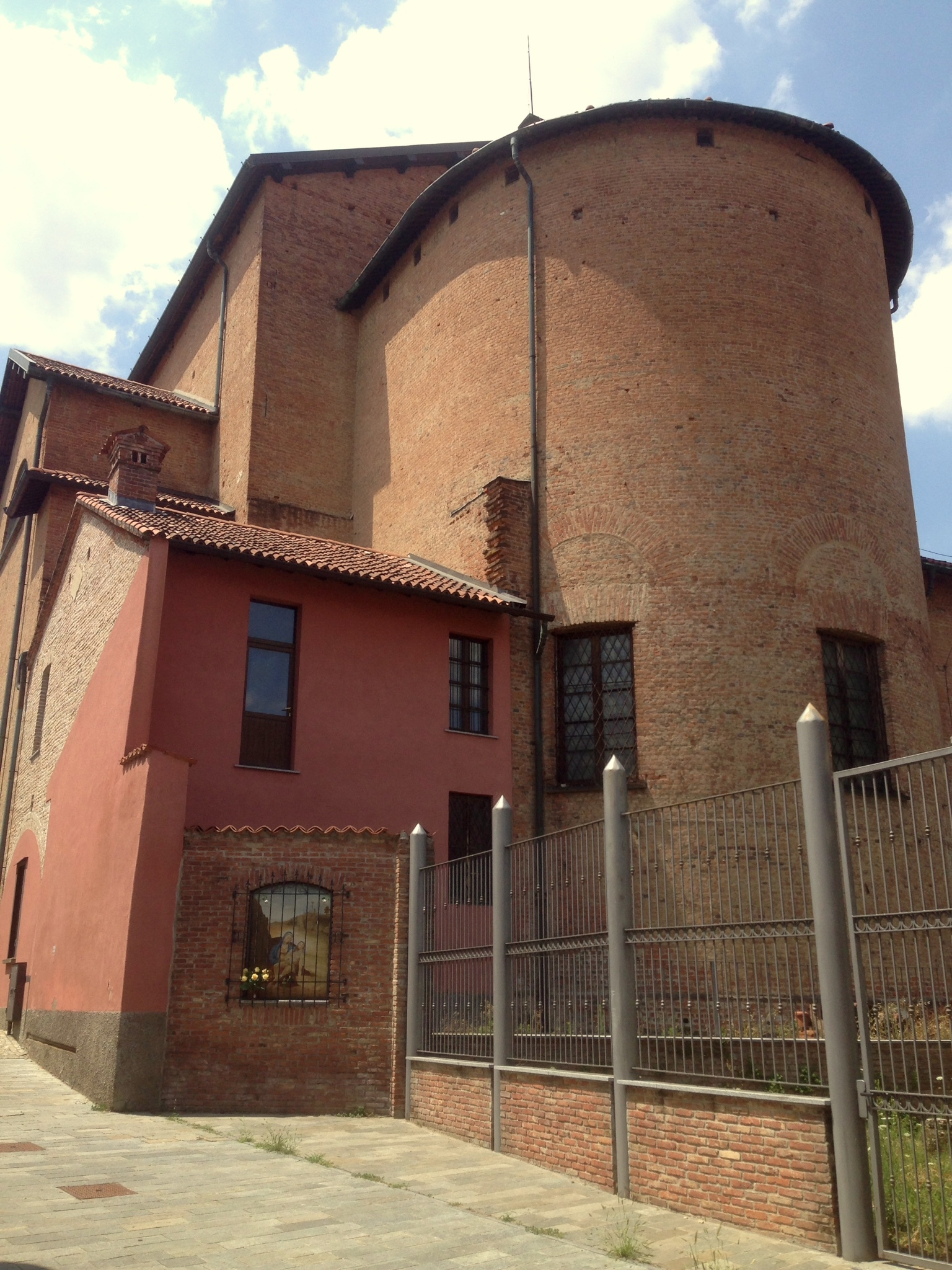
L'abside

Verso la fine del Cinquecento l'antica pieve medievale si rivelò decisamente insufficiente a soddisfare le esigenze della popolazione, tanto che l'arcivescovo san Carlo Borromeo ordinò che fosse ampliata.
Negli stessi anni, dopo il concilio di Trento, la pieve foraniale di Nerviano fu trasformata nell'omonimo vicariato.
Dalla relazione della visita pastorale del 1761 dell'arcivescovo Giuseppe Pozzobonelli si apprende che nella chiesa parrocchiale di Nerviano avevano sede le confraternite della Dottrina Cristiana, del Santissimo Sacramento e del Santissimo Rosario e che i fedeli erano 1778.
All'inizio del XIX secolo la chiesa era cadente e minacciava di collassare; una perizia presentata il 29 aprile del 1834 dall'architetto Pietro Pestagalli stabiliva che la cosa migliore da fare era demolire la pieve. Nel luglio dello stesso anno fu convocato il consiglio comunale per discutere della questione; si giunse alla risoluzione che bisognava atterrare quanto prima la parrocchiale ed erigerne un'altra ex novo. Nel 1835 fu approvato il disegno della costruenda chiesa, redatto dall'architetto Carlo Giuseppe Ratti; nel 1836 si svolse l'appalto e nell'ottobre del 1837 poterono iniziare i lavori. La nuova chiesa venne inaugurata nel 1841 e consacrata nel 1899 dall'arcivescovo Andrea Carlo Ferrari.
L'11 marzo 1971 il vicariato di Nerviano fu soppresso e aggregato a quello di Rho, trasformato in decanato l'anno successivo.

## Descrizione

### Esterno
La facciata a salienti della chiesa è suddivisa da una cornice marcapiano in due registri; quello inferiore, più largo, è scandito da lesene ioniche e presenta i tre portali di ingresso, mentre quello superiore è caratterizzato da una finestra termale e coronato dal timpano triangolare. 
Annesso alla parrocchiale è il campanile a pianta quadrata, la cui cella presenta su ogni lato una monofora ed è coronata dalla guglia a base circolare.

### Interno
Opere di pregio conservate all'interno della chiesa sono due stendardi di fine Ottocento raffiguranti Cristo che consegna le chiavi a san Pietro e la Beata Vergine Maria, un'icona di San Giovanni apostolo ed evangelista, realizzata nel 1623 dai fratelli Lampugnani, le tele a olio che hanno come soggetti l'agonia di San Giuseppe e la Sacra Famiglia, dipinte da Stefano Maria Legnani probabilmente all'inizio del XVIII secolo, la statua in legno che rappresenta San Carlo Borromeo, il dipinto della Madonna che viene comunicata per mano di san Giovanni Apostolo, opera del 1925 di Luigi Morgari, e i lignei stalli del coro, costruiti nel 1843 dal canegratese Giuseppe Casero. Tra le decorazioni murali sono molti gli artisti coinvolti: Gaetano Calcaterra (1920), Luigi Morgari (1925), Giovanni Garavaglia (1946), Gersam Turri, Paolo Bellegotti (1930), G. Valerio Egger.